# Anna Ólafsdóttir
Anna Ólafsdóttir (* 2. September 1932; † 21. Januar 2013 in Reykjavík) war eine isländische Schwimmerin.

## Werdegang
Anna Ólafsdóttir nahm bei den Olympischen Sommerspielen 1948 in London im Wettkampf über 200 m Brust teil. Sie schied im Vorlauf aus. Da sie im ersten Vorlauf startete, war sie die erste Frau aus Island, die an einem olympischen Wettkampf teilnahm.